# Antarchaea poaphiloides
Antarchaea poaphiloides là một loài bướm đêm trong họ Noctuidae.